# كريم صادق
كريم صادق (28 فبراير 1984 في أفغانستان - ) هو لاعب كريكت باكستاني. شارك في دورة الألعاب الآسيوية 2010. وشارك مع منتخب أفغانستان للكريكت.

## وصلات خارجية
- كريم صادق على موقع إي آس بي آن كريك إنفو (الإنجليزية)